# Bulevard Rothschild
El bulevard Rothschild (en hebreu: שְׂדֵרוֹת רוטשילד) (transliterat: Sderot Rothschild) és un dels principals carrers del centre de Tel-Aviv, a l'Estat d'Israel. El carrer comença al barri de Neve Tzedek, a la part sud-occidental, i va en direcció nord fins al Teatre Nacional Habima. Rothschild és un dels carrers més concorreguts i vistosos de la ciutat, i una de les seves principals atraccions turístiques.

## Història
L'Avinguda Rothschild, fou construïda l'any 1910, i fou anomenada originalment Rehov HaAm (en català: "El carrer del poble"). Poc temps després, els residents van demanar que es canviés el seu nom, en honor del Baró Edmond James de Rothschild. La Declaració d'Independència d'Israel va ser signada en el llavors Museu d'Art de Tel-Aviv, al número 16 del bulevard Rothschild, al Saló de la Independència. La major part dels edificis històrics presents han estat construïts en l'estil arquitectònic Bauhaus, i formen part de la Ciutat Blanca de Tel-Aviv, que va ser reconeguda com a patrimoni cultural de la Humanitat per part de la UNESCO, l'any 2003. L'edifici conegut com a Lederberg House, fou construït l'any 1925 a la intersecció amb el Carrer Allenby, té una sèrie de murals de ceràmica d'una mida gran que han estat dissenyats per Zeev Raban, un membre de l'Acadèmia Bezalel d'Art i Disseny, els quatre murals mostren a un pioner jueu llaurant i collint els camps, a un pastor, i a la ciutat de Jerusalem, amb un vers de Jeremies 31:4, "Novament jo et reconstruiré i seràs reconstruïda".